# Jaime Osorio
Jaime Osorio Gómez (* 7. März 1947 in Viterbo, Caldas; † 3. September 2006 in Nilo, Cundinamarca) war ein kolumbianischer Filmproduzent, Regisseur und Schauspieler.
Osorio wurde international bekannt mit den von ihm produzierten Spielfilmen Maria voll der Gnade und Our Lady of the Assassins. Für das schauspielerische Engagement im Film Maria voll der Gnade wurde Catalina Sandino Moreno in der Kategorie Beste Hauptdarstellerin für einen Oscar nominiert. 2004 wurde sein Film Sin Amparo beim Festival de Cine Iberoamericano de Huelva im spanischen Huelva für einen Golden Colon nominiert.
Er starb an den Folgen eines Herzinfarktes.